# فضاله بن ایوب
فضالة بن ایوب ازدی، یکی از محدثان شیعه و از اصحاب اجماع است. او از موسی کاظم و علی بن موسی الرضا نقل روایت کرده‌است. برخی در اصحاب اجماع بودن او، اختلاف نظر دارند.

## زندگانی
فضالة بن ایوب از قبیله ازد است و به جهت تولد در کوفه، به کوفی خوانده می‌شود. وی در اواسط سده دوم به دنیا آمده و برای کسب دانش، از کوفه به مدینه هجرت کرده‌است. او در مدینه به نزد موسی کاظم رفته و از او کسب علم و نقل حدیث کرده‌است. پس از کشته شدن موسی کاظم، او نزد علی بن موسی حاضر شد و از او احادیثی را نقل کرده‌است. با استناد به برخی روایات بر می‌آید که او دورانی را به عنوان قاضی شهر اهواز منصوب بوده‌است.

## جایگاه رجالی و حدیثی
شیخ طوسی و علامه حلی، هر دو او را در رجال خویش ستوده‌اند. کشی نیز او را به جای حسن بن محبوب، یکی از اصحاب اجماع دانسته‌است. در منابع شیعه از وی در حدود ۱۳۰۷ روایت نقل شده‌است. با این حال، سید بحرالعلوم وی را جزء اصحاب اجماع نمی‌داند. گروهی نیز او را از اصحاب جعفر صادق دانسته‌اند. به هر روی، تمام منابع رجالی شیعی، او را ثقه دانسته و کتابی را به عنوان کتاب الصلوة و برخی کتابی به عنوان نوادر را به او نسبت داده‌اند. نام او در برخی روایات با عنوان فضاله یاد شده‌است.